# Lingua dei segni somala
La lingua dei segni somala (SSL, Somalian Sign Language) è una lingua dei segni sviluppata spontaneamente da bambini sordi in numerose scuole in Somalia, in particolare nello stato semi-indipendente dello Somaliland.